# De kommer från öst och väst
De kommer från öst och väst, ursprungligen De komma från öst och väst, är en svensk psalm.
Sången skrevs av  Amanda Sandbergh bördig från Smårödingen, Överklinten 1873–1961) efter att hon varit på Frälsningsarméns internationella kongress i London sommaren 1914. Kongressen hade präglats av sorg: en kanadensisk delegation bestående av 171 personer hade lidit skeppsbrott då ångaren RMS Empress of Ireland den 29 maj förlist efter att kolliderat med ett annat fartyg på sin väg till England. Bland offren fanns bland annat kommendör David Rees. De omkomna kanadensiska frälsningssoldaterna hedrades med varsin tom stol med vitt band. En amerikansk grupp frälsningssoldater sjöng "They come from east and west" med tanke på alla som samlats till kongressen. Amanda kom ihåg detta när hon kommit tillbaka till Sverige, men när hon skrev ner sin text tänkte hon på den stora frälsta skaran som en gång skall samlas i himlen. 
I sin sångbok Egna sånger (utgiven 1930) skrev Sandbergh själv om sångens tillkomst: "Sången De komma från öst och väst är född på Frälsningsarméns vilohem i Rönninge under sommaren 1914. Under lek med några barn - med kloten på krocketplanen - fick jag den impuls som frambragte denna sång. Jag kastade helt apropå klubban ifrån mig, gick upp på mitt rum, skrev sången, lade den i ett kuvert och sände den till Stridsropet, ångrade mig genast, var betänkt på att återkalla den, emedan den syntes mig allt för naiv, men det blev ej gjort. Och till min stora förvåning kom den på hösten ut i stabsmusikkårens sånghäfte, sjöngs mycket och har sedan dess gått ut över hela världen."

## Publicerad som
- Nr 70 i Fälttågs-Sånger 1916-1917 under rubriken "Jubelsånger".
- Nr 302 i Solskenssånger, 1924.
- Nr 450 i Frälsningsarméns sångbok 1929 under rubriken "De yttersta tingen och himmelen".
- Nr 450 i Musik till Frälsningsarméns sångbok 1930
- Nr 84 i Kom 1930 under rubriken "Missionssånger".
- Nr 527 i Frälsningsarméns sångbok 1968 under rubriken "Evighetshoppet".
- Nr 323 i den ekumeniska delen av den svenska psalmboken (dvs psalm 1-325 i Den svenska psalmboken 1986, Cecilia 1986, Psalmer och Sånger 1987, Segertoner 1988 och Frälsningsarméns sångbok 1990) under rubriken "Himlen".
- Nr 7 i Sångboken 1998
- Nr 8 i Barnatro och Pärleport, 2002